# Życie Kalisza
Życie Kalisza – lokalny tygodnik społeczno-polityczny wydawany od 1990 w Kaliszu.
Redaktorem naczelnym tygodnika od 1990 był Arkadiusz Woźniak, następnie Piotr Piorun.